# Aristonectes
Aristonectes (însemnând "cel mai bun înotător") este un plesiosaur ce a trăit în Cretacicul Târziu, în America de Sud și Antarctica.Numele științific este Aristonectes parvidens, numit așa de Cabrera, în anul 1941. 
Aristonectes a fost pus recent în propria familie, împreună cu  Tatenectes, Kaiwhekea, și Kimmerosaurus, de O 'Keefe și Street în anul 2009, dar un studiu și mai recent (Otero et al, 2014) a demonstrat  că Aristonectes este un Elasmosaurid derivat, făcând astfel ca Aristonectidae să fie sinonim cu Elasmosauridae.